# Haageocereus salmonoideus
Haageocereus salmonoideus là một loài thực vật có hoa trong họ Cactaceae. Loài này được (Akers) Backeb. mô tả khoa học đầu tiên năm 1958.